# 皆川康夫
皆川 康夫（みながわ やすお、1947年11月3日 - 2022年12月19日）は、静岡県浜松市出身のプロ野球選手（投手）。
父は元プロ野球選手の皆川定之。

## 経歴
浜松日体高卒業後は1966年に中央大学へ進学したが、1勝も出来ず、1年下のエース・杉田久雄の影に隠れていた。大学同期に萩原康弘、長井繁夫、末永正昭がいる。
大学卒業後の1970年に富士重工業へ入社し、素質が開花。同年は産別対抗で活躍すると、都市対抗には日立製作所の補強選手として出場し、東海理化との1回戦でリリーフ登板。中央球界では全くの無名であったが、ドラフト5位で東映フライヤーズへ入団し、富士重工出身初のプロ野球選手となる。
1971年には、4月11日、開幕3戦目の西鉄戦（平和台）で初登板初勝利を飾る。得意のシュートで内角を突く強気のピッチングで、同月下旬から先発陣に入り、オールスターまでに10勝をマーク。オールスターにも出場したが、後半戦は登板過多から坐骨神経痛となり、1勝に止まる。シーズンでは11勝14敗、防御率3.44の成績でパ・リーグの新人王を獲得。その後は肩痛に苦しむ。
1973年には一軍出場ゼロに終わったが、チェンジアップ気味のカーブが鋭い本格派から技巧派転身でリリーフ専門として復活。
1974年には後半戦だけで4勝を挙げた。
1975年には抑えに回って8勝10セーブを挙げる。当時「ビーバー（ちゃん）」という愛称があった。
1977年に鵜飼克雄、新美敏、内田順三と共に、佐伯和司、宮本幸信、久保俊巳との4対3の交換トレードで広島東洋カープへ移籍。
1979年限りで現役を引退。
引退後は故郷・浜松へ戻り、中区（現中央区）田町で「すなっく みな川」を経営していた。
2022年12月19日死去。75歳没。

## 詳細情報

### 年度別投手成績
| 年 度     | 球 団         | 登 板 | 先 発 | 完 投 | 完 封 | 無 四 球 | 勝 利 | 敗 戦 | セ 丨 ブ | ホ 丨 ル ド | 勝 率 | 打 者 | 投 球 回 | 被 安 打 | 被 本 塁 打 | 与 四 球 | 敬 遠 | 与 死 球 | 奪 三 振 | 暴 投 | ボ 丨 ク | 失 点 | 自 責 点 | 防 御 率 | W H I P |
| --------- | ------------- | ----- | ----- | ----- | ----- | -------- | ----- | ----- | -------- | ----------- | ----- | ----- | -------- | -------- | ----------- | -------- | ----- | -------- | -------- | ----- | -------- | ----- | -------- | -------- | ------- |
| 1971      | 東映 日本ハム | 46    | 24    | 8     | 3     | 1        | 11    | 14    | --       | --          | .440  | 948   | 230.1    | 227      | 22          | 55       | 7     | 14       | 96       | 3     | 1        | 97    | 88       | 3.44     | 1.22    |
| 1972      | 東映 日本ハム | 22    | 4     | 0     | 0     | 0        | 1     | 3     | --       | --          | .250  | 202   | 47.1     | 45       | 6           | 19       | 0     | 2        | 18       | 1     | 0        | 26    | 24       | 4.60     | 1.35    |
| 1974      | 東映 日本ハム | 31    | 0     | 0     | 0     | 0        | 4     | 3     | 1        | --          | .571  | 208   | 51.1     | 48       | 2           | 19       | 5     | 0        | 28       | 0     | 0        | 21    | 20       | 3.53     | 1.31    |
| 1975      | 東映 日本ハム | 49    | 0     | 0     | 0     | 0        | 8     | 6     | 10       | --          | .571  | 356   | 85.2     | 68       | 9           | 35       | 8     | 5        | 39       | 0     | 0        | 27    | 21       | 2.20     | 1.20    |
| 1976      | 東映 日本ハム | 21    | 1     | 0     | 0     | 0        | 2     | 2     | 1        | --          | .500  | 190   | 45.0     | 47       | 5           | 16       | 1     | 3        | 23       | 1     | 0        | 23    | 23       | 4.60     | 1.40    |
| 1977      | 広島          | 4     | 0     | 0     | 0     | 0        | 0     | 0     | 0        | --          | ----  | 31    | 6.2      | 12       | 1           | 1        | 0     | 0        | 2        | 0     | 0        | 3     | 3        | 3.86     | 1.95    |
| 通算：6年 | 通算：6年     | 173   | 29    | 8     | 3     | 1        | 26    | 28    | 12       | --          | .481  | 1935  | 466.1    | 447      | 45          | 145      | 21    | 24       | 206      | 5     | 1        | 197   | 179      | 3.46     | 1.27    |

- 各年度の太字はリーグ最高
- 東映（東映フライヤーズ）は、1973年に日拓（日拓ホームフライヤーズ）に、1974年に日本ハム（日本ハムファイターズ）に球団名を変更

### 表彰
- 新人王 （1971年）

### 記録
初記録
- 初登板：1971年4月11日、対西鉄ライオンズ2回戦（平和台野球場） 9回裏に救援登板
- 初勝利：1971年4月11日、対西鉄ライオンズ3回戦（平和台野球場） 5回裏に救援登板、被安打7、奪三振4、自責点2

その他の記録
- オールスターゲーム出場：1回 （1971年）

### 背番号
- 27 （1971年 - 1976年）
- 17 （1977年 - 1979年）